# Gantan
Gantan (auch Ganton oder Gantang) war ein indonesisches Volumen- und Gewichtsmaß. Verbreitet war es auf der Prince of Wales-Insel, in Singapur, auf Java und Sumatra. Auf Java, hier besonders im Pfefferhandel, und Sumatra war es auch ein Gewichtsmaß. Abweichungen gab es auf Malacca, Borneo und Sumatra.
Eine Ausnahme war das Maß als Stückmaß. Auf der Insel Maguindanao hatte ein Gantan 25 Stück grobes Leinwand mit den Abmessungen 19 Zoll breit und 6 Yard lang. 1 Gantan entsprach auch 10 spanischen Piastern.
- 1 Coyang = 800 Gantan

## Volumenmaß
- 1 Gantan = 286 1/5 Pariser Kubikzoll = 5 ⅔ Liter

Prince of Wales-Insel und Sumatra 1 Gantan = 4,732 Liter

## Gewichtsmaß
- 1 Gantan = 286 1/5 Pariser Kubikzoll = 2,9 Zollpfund = 5 ⅔ Liter

In Palembang entsprach das Maß 7,59 Zollpfund
- 1 Gantan = 1482 Gramm

Auf der indonesischen Insel Sulawesi mit der Hauptstadt Makassar der Provinz Süd-Sulawesi gab es zwei verschiedene Gantan-Maße. Einmal als Reismaß wie es die dortigen Bewohner nutzten
- 1 Gantan = 3,7733 Kilogramm

und das andere Maß nach den niederländischen Gepflogenheiten. In der dort damals ansässigen Niederländischen Kompanie hatte
- 1 Gantan = 5,6599 Kilogramm